# Стародавній видобуток свинцю

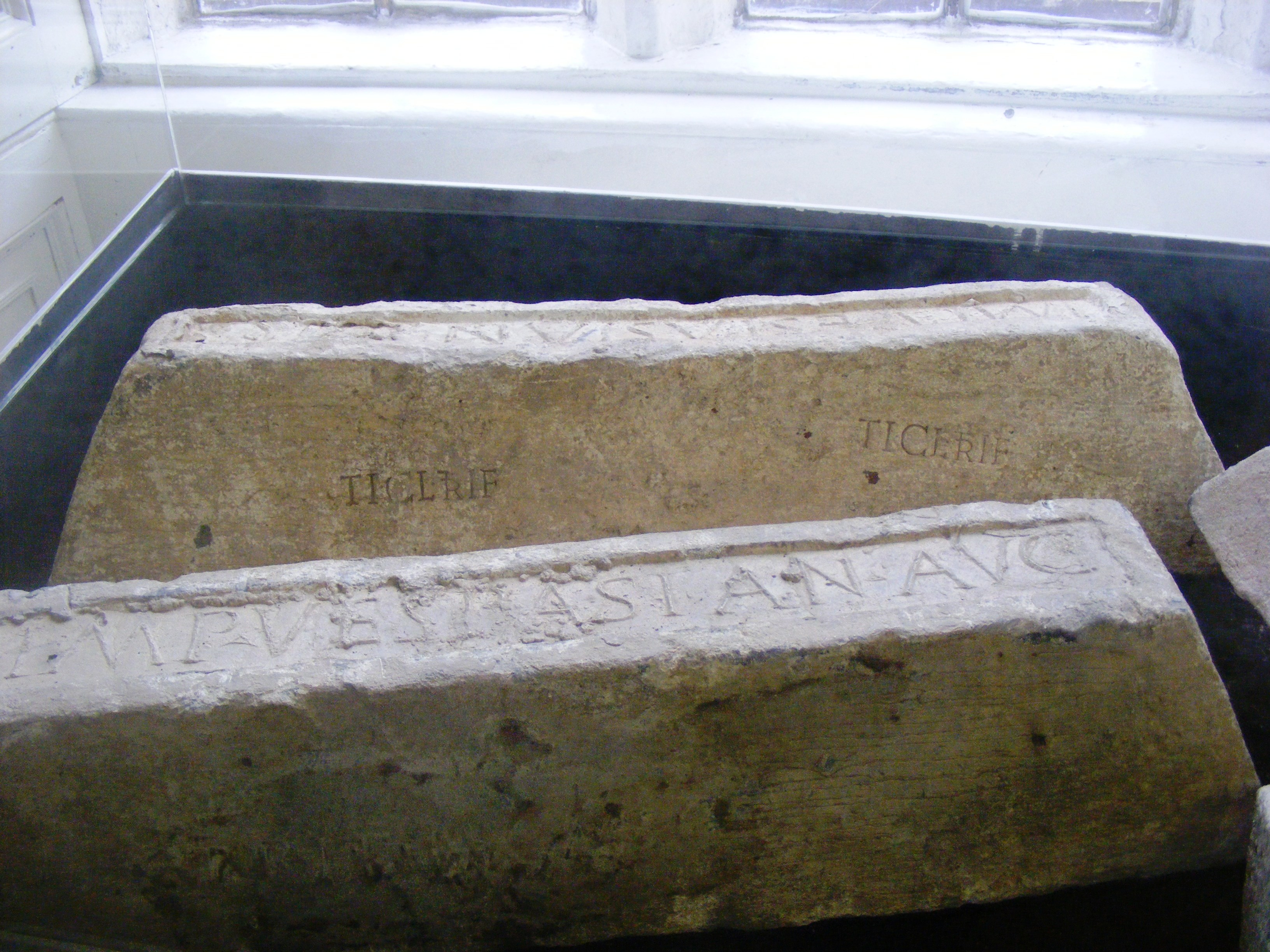
Злитки римського свинцю з провінції Британія в Уеллсі та музеї Мендіпа в Уеллсі

Свинець був важливим товаром у римські часи. Його вивозили з гірничих районів у провінції Римської імперії у вигляді злитків. 
У стародавні часи видобудок свинцю йшов опліч із видобутком срібла, поки свинець не став власною цікавістю. Використання включало виготовлення римських водопровідних труб, посуду та покриття для кораблів.
Свинцеві копальні були відомі в Іспанії, Центральній Європі, Великій Британії, на Балканах, у Греції та в Малій Азії, серед інших місць. Родовища, які використовували римляни в районі Німеччини, включають Ейфель і Зауерланд (Брілон-Фюльзенбеке і Брілон-Альтенбюрен).
Сьогодні збереглося близько 3000 злитків свинцю. За допомогою зразка близько 20 мг можна визначити значення ізотопу свинцю та мікроелементів, щоб звузити регіони походження. 
Серед іншого були зроблені знахідки:
- в римському таборі в Халтерні, серед іншого, свинцевий брусок з написом CCIII L XIX
- бар у 1910 році в селищі Кутмеке поблизу Бад-Зассендорф-Хеппена приблизно  3 км на північний схід від Зосту
- у Корнені, Шропшир, п'ять злитків свинцю з маркуванням IMP HADRIANI AUG

За допомогою ізотопного аналізу також можна віднести готову продукцію до району родовища і, таким чином, до району видобутку. Це було можливо, наприклад, для римських свинцевих трун з Рейнської області, використаний свинець походить із родовищ у сусідньому регіоні Айфель, які, як було доведено, використовувалися в давнину.